# Kryzys
Kryzys – określenie pochodzi z języka greckiego (stgr. κρίσις – „krisis”) i oznacza w sensie ogólnym wybór, decydowanie, zmaganie się, walkę, w której konieczne jest działanie pod presją czasu. Cechą kryzysu jest nagłość, urazowość i subiektywne konsekwencje urazu w postaci przeżyć negatywnych.
Ludzkość od początków swego istnienia ma do czynienia z sytuacjami kryzysowymi. Są one wywoływane zdarzeniami losowymi, niepowodzeniami osobistymi oraz porażkami życiowymi. Życie każdego człowieka naznaczone jest ciągłymi zmianami w następstwie krytycznych wydarzeń. Żyjemy w otoczeniu, w środowisku niepewnym, gdzie obok wartości pozytywnych następują również i negatywne, powodujące stan wewnętrznej nierównowagi.
Zachowań człowieka nie można w pełni kontrolować i przewidzieć. Nie można też w pełni przewidzieć działania sił przyrody. Możemy ograniczać sytuacje wywołujące kryzys oraz minimalizować skutki, jednak nie da się ich całkowicie wyeliminować. Kryzys jest zjawiskiem szczególnym, występującym w ramach ogólnego, czasami bardzo długiego procesu występujących wokół nas zmian.

## Słownikowe definicje kryzysu
- Władysław Kopaliński określa kryzys zgodnie z greckim znaczeniem tego terminu jako okres przełomu, przesilenie, decydujący zwrot, a także okres załamania gospodarczego[1].
- Według internetowego słownika portalu onet.pl kryzys to[2]:
  - okres przełomowy, rozstrzygający, objawiający się zazwyczaj silnym pogorszeniem się sytuacji w danej dziedzinie;
  - w medycynie to najcięższy okres w przebiegu choroby, przesilenie;
  - w ekonomii to okres załamania gospodarczego, w którym spada produkcja i dochody a bezrobocie wzrasta.
- Jan Tokarski również uszczegóławia pojęcie[3]:
  - punkt przełomowy, zwrotny;
  - w ekonomii – załamanie wzrostu gospodarczego, faza cyklu gospodarczego charakteryzująca się gwałtownym i dużym zmniejszeniem produkcji, realnych dochodów społeczeństwa oraz wzrostem bezrobocia;
  - w medycynie – przesilenie choroby, przebiegające z nagłym spadkiem gorączki i ustąpieniem innych objawów chorobowych.
- Według Encyklopedii PWN, kryzys to[4]:
  - potocznie – przesilenie, przełom, załamanie się dotychczasowej linii rozwoju;
  - politologia – kryzys polityczny, załamanie się realizacji określonej polityki i utrata przez grupę rządzącą przyzwolenia społecznego; kryzys rządowy, upadek rządu w wyniku udzielenia mu przez parlament wotum nieufności; otwiera fazę negocjacji międzypartyjnych, których celem jest utworzenie nowego rządu; kryzys parlamentarny, utrata większości przez partię lub koalicję rządzącą, prowadząca do konieczności rozpisania nowych wyborów;
  - socjologia – kryzys społeczny, skumulowany stan napięć i konfliktów społecznych, których nie rozwiązanie na czas powoduje przerwanie dotychczasowego cyklu rozwojowego społeczeństwa, w odróżnieniu od konfliktów społecznych, które naruszają jego ewolucyjny rozwój, ale go nie dezorganizują.
- Definicję kryzysu formułuje także Ryszard Wróblewski[5]:
  - kryzys (sytuacja kryzysowa) jest kulminacją konfliktów w różnych dziedzinach życia społecznego. Konflikty są wszechobecne, nieuniknione, tkwią bowiem w strukturze społeczeństwa. Kryzys oznacza rozwój wydarzeń wewnętrznych lub zewnętrznych, stanowiących bezpośrednie zagrożenie żywotnych interesów społeczeństwa (państwa) i następujących tak szybko, że wymuszają one na władzach politycznych natychmiastowe podjęcie nadzwyczajnych działań.

Na podstawie ww. źródeł kryzys to:
- punkt zwrotny do zmiany na lepsze lub gorsze;
- znaczące zdarzenie emocjonalne lub radykalna zmiana statusu w życiu człowieka;
- chwila, gdy decyduje się, czy dana sprawa lub działanie będzie postępować dalej, ulegnie modyfikacji czy też zostanie zakończone;
- stan cierpienia z towarzyszącymi uczuciami zagrożenia i lęku, przeżywanymi w związku z wyżej wymienionymi zdarzeniami.

Reasumując powyższe rozważania, można stwierdzić, że kryzys to:
- zdarzenie nagłe lub narastające, zagrażające życiu, zdrowiu, mieniu lub środowisku człowieka, przeciwstawienie się któremu wymaga sił i środków przekraczających lokalne możliwości. To inaczej układ wydarzeń powodujący wzrost zagrożenia na określonym obszarze lub uniemożliwiający normalne funkcjonowanie administracji;
- sytuacja, w której istnieje zagrożenie dla podstawowych wartości, interesów i celów partii, grup społecznych, organizacji, przedsiębiorstwa lub zagrożone są prawa i swobody obywateli, ich życie i mienie;
- kulminacja konfliktów w różnych dziedzinach życia społecznego. Konflikty te są wszechobecne, nieuniknione, tkwią bowiem w strukturze społeczeństwa.

Kryzys jest częścią naszego życia, dotyczy nas wszystkich, co ważne jest spodziewany, a nawet pożądany. Wymaga od nas zmian i podejmowania nowych wyzwań i zadań. Z drugiej jednak strony sytuacje kryzysowe wywołują w świadomości społecznej kształtowanie postaw zachowawczych, często rezygnację, a nawet skrajny krytycyzm rzeczywistości, zamiast poszukiwania rozwiązań sytuacji trudnych, innych niż te, do których jesteśmy przyzwyczajeni.